# Galumnopsis reducta
Galumnopsis reducta är en kvalsterart som först beskrevs av Sandór Mahunka 1995.  Galumnopsis reducta ingår i släktet Galumnopsis och familjen Galumnellidae. Inga underarter finns listade i Catalogue of Life.